# آنا ماریا کامپوی
آنا ماریا کامپوی (اسپانیایی: Ana María Campoy‎؛ ‏ ۲۶ ژوئیهٔ ۱۹۲۵ – ۸ ژوئیهٔ ۲۰۰۶) بازیگر اهل آرژانتین بود.
از فیلم‌هایی که وی در آن نقش داشته‌است، می‌توان به شوهر اجاره‌ای اشاره کرد.